# Gopankop, Hubli
Gopankop là một làng thuộc tehsil Hubli, huyện Dharwad, bang Karnataka, Ấn Độ.